# Franz Wilhelm Neger
Franz Wilhelm Neger (* 2. Juni 1868 in Nürnberg; † 6. Mai 1923 in Dresden) war ein deutscher Botaniker und Hochschullehrer, der auch als Direktor des Botanischen Gartens in Dresden wirkte.

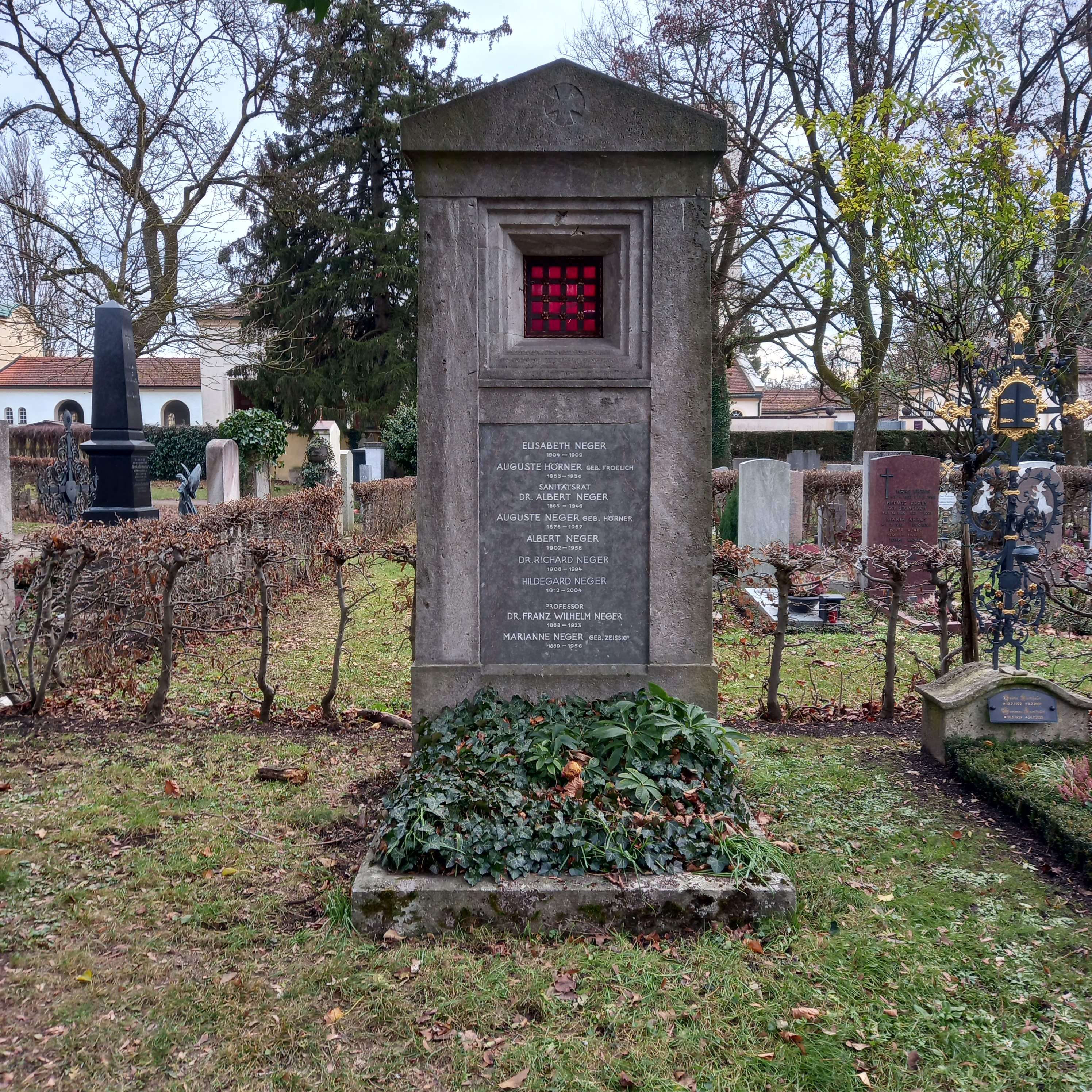
Das Grab von Franz Wilhelm Neger und seiner Ehefrau Marianne geborene Zeißig auf dem Westfriedhof (München)

## Leben
Nach dem Besuch des Gymnasiums in München und einem Studium der Chemie an der Ludwig-Maximilians-Universität München, wo er 1892 zum Dr. phil. promoviert wurde, war er zunächst als Lehrer oder wissenschaftlicher Assistent an der Landwirtschaftlichen Zentralschule Weihenstephan tätig. 1893 unternahm er eine Forschungsreise nach Südamerika, wo er bis 1896 blieb, um als Lehrer am Deutschen Kolleg in Concepción in Chile zu arbeiten. 1896/1897 bereiste er mit der 4. Chilenischen Grenzkommission die Cordillera de Villarrica und erforschte dort die Hochgebirgsflora.
Zurück in Deutschland, wurde er 1899 Kustos am Botanischen Museum in München. 1901 habilitierte er sich an der Ludwig-Maximilians-Universität München. 1902 wurde er als Professor an die Forstlehranstalt Eisenach berufen. 1905 wechselte er an die Forstlehranstalt Tharandt, wo er auch Direktor des forstbotanischen Gartens war.
1920 kam er in die sächsische Landeshauptstadt Dresden, wo er Direktor des Botanischen Gartens und ordentlicher Professor für Botanik an der Technischen Hochschule Dresden wurde.
Er war in erster Ehe ab 1903 verheiratet mit Erika geb. Ericsson († 1904), in zweiter Ehe ab 1908 mit Marianne geb. Zeißig.

## Schriften (Auswahl)
- Die Handelspflanzen Deutschlands, ihre Verbreitung, wirtschaftliche Bedeutung und technische Verwendung. Hartleben, Wien / Leipzig 1904.
- Die Nadelhölzer (Koniferen) und übrigen Gymnosperme. Göschen, Berlin / Leipzig 1912.
- Biologie der Pflanzen auf experimenteller Grundlage. Enke, Stuttgart 1913.
- Die Laubhölzer. Kurzgefaßte Beschreibung der in Mitteleuropa einheim. Bäume und Sträucher, sowie der wichtigeren in Gärten gezogenen Laubholzpflanzen. Göschen, Berlin / Leipzig 1914.
- Der Eichenmehltau. Ulmer, Stuttgart 1915.
- Inwieweit vermag der deutsche Wald dazu beizutragen, die Volksernährung zu sichern? Reichenbach, Leipzig 1917.
- Grundriss der botanischen Rohstofflehre. Enke, Stuttgart 1922.